# 江口見登留

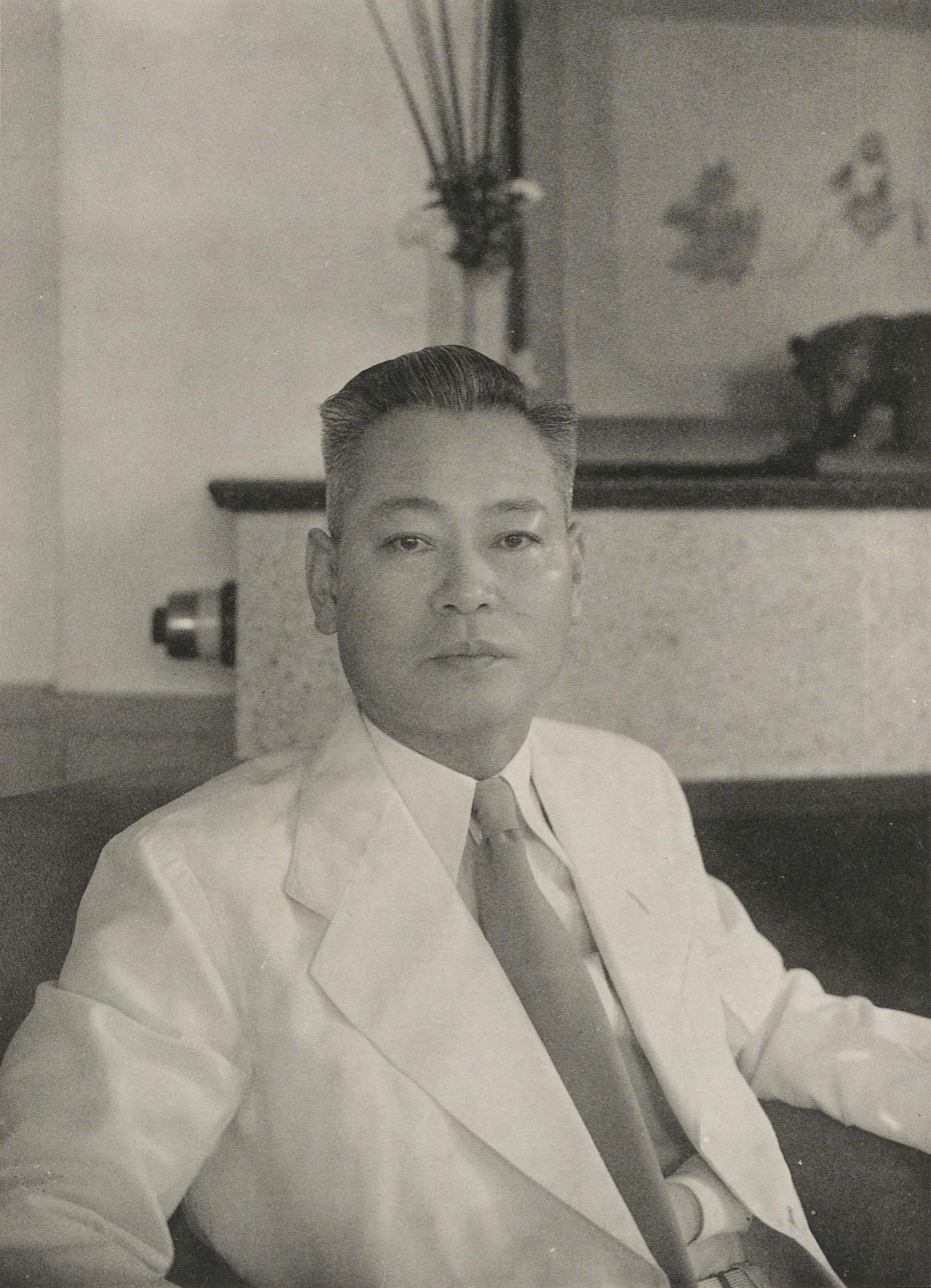
1953年

江口 見登留（えぐち みとる、1905年11月20日 - 1993年6月13日）は、日本の官僚。海軍司政官。

## 来歴
江口菅太郎の長男。大分県出身。三高、京都帝国大学法学部卒業後、内務省入省（兵庫県警部補）。内務官僚を経て内閣官房副長官、警視総監等を歴任。正四位勲一等瑞宝章。
防衛省・自衛隊の前身（草創期）に当たる警察予備隊で本部長官（認証官）に次ぐ本部次長を、その後わずか2週間ながら防衛研究所の前身に当たる保安研修所の初代所長を務めた。

## 略歴
- 内務大臣秘書官
- 1947年
  - 5月2日 厚生省労働基準局長
  - 9月1日 労働省労働基準局長（1948年1月21日まで同省労働統計調査局長兼任）
- 1948年7月16日 労働次官（1949年6月1日に労働事務次官と改称）
- 1950年8月
  - 1日 退官
  - 14日 警察予備隊本部次長
- 1952年
  - 8月
    - 1日 保安研修所長
    - 13日 内閣官房副長官（事務担当）

  - 10月30日 内閣官房副長官（事務担当、再任）
- 1953年5月21日 内閣官房副長官（事務担当、再任）
- 1954年
  - 6月30日 退任
  - 7月1日 警視総監
- 1957年1月11日 退任
- 1957年-1963年 近江絹糸（後のオーミケンシ）専務
- 1964年9月22日 原子燃料公社監事
- 1966年9月22日 原子燃料公社監事（再任）
- 1967年9月14日 動力炉・核燃料開発事業団監事
- 1968年7月30日 日本原子力研究所理事
- 1976年2月 財団法人国民政治協会会長（1980年2月 退任）
- 1981年4月29日 勲一等瑞宝章
- 1993年6月13日 死去（叙・正四位）